# غلوريا راندل سكوت
غلوريا راندل سكوت أول أمريكية من أصل أفريقي تكون رئيسة للفتيات الكشافة في الولايات المتحدة الأمريكية ولدت في 14 أبريل 1938 في هيوستن، تكساس .